# 流れ星が消えないうちに
『流れ星が消えないうちに』（ながれぼしがきえないうちに、Before shooting star fade out）は、橋本紡による小説。
出版社は新潮社（新潮文庫）。2014年、新潮文庫の100冊にもラインアップされている。2015年には映画化された。

## 概要
かつての恋人を想う奈緒子、今は亡き親友を想う巧、奈緒子と巧をつなぐ加地の存在、周囲の人々との日常物語。橋本の他作品と同様、『車輪の下』『銀河鉄道の夜』などの文学小説が作中に登場する。
また、この他に月や星座・流星群といった天体（プラネタリウム）、野球やサッカー、ボクシングなどのスポーツなども登場する。
千葉県を舞台にしており、これは、作中の設定や描写、一部の人名にも反映されている。
橋本の代表的な作品『半分の月がのぼる空』のとある大きなテーマを、別の角度から描いた作品としても話題を集めた。
2007年2月には、ベネッセによる「高2進研プロシードテスト模試」に問題文として出題された。

## あらすじ
奈緒子はいつからか玄関で寝る生活をしていたが、ある日、父親が家出してきて、どこか奇妙な親子での生活が始まる。その頃、奈緒子の恋人・巧は、ボクシングの練習で山崎先輩にKOをくらい、身のあり方を考えていた。そんな2人の共通点は、奈緒子の恋人であり巧の親友たる加地の存在だった。

## 登場人物
本山 奈緒子（もとやま なおこ）
一軒家で一人暮らしをしている21歳の大学生。元々は家族4人で住んでいたが、父の転勤に伴い、大学進学が決まっていた奈緒子を残し、家族は佐賀県へ引っ越した。
かつての恋人・加地が事故で亡くなってしまってから、加地への想いの強さあまりに気持ちの整理がつけられずにいる。そのため、自分の部屋で寝ることができず、現在は玄関で毎晩寝ている。
川嶋 巧（かわしま たくみ）
（姉によって）金髪頭にされた20歳の大学生で、奈緒子の現在の恋人。
当初、ボクシングをしていたが、自分の気持ちと山崎の意見からやめることにした。それ以前はサッカーをしていたが、こちらも高校卒業後にやめた。
ひょんなことから親友のような仲になった奈緒子の元恋人・加地との思い出ばかり考えている。
加地（かじ）
奈緒子とは小学生からの幼馴染にして初恋の相手、巧とは高校時代からの同級生。一年半前に、旅先の海外で事故死した。
高校生時代は読書や天体などインドア志向であったが、巧と知り合ってから、自らの言葉や考えに向き合った生き方をはじめ、奈緒子に告白して付き合うようになった。さらに、大学進学後は授業をほったらかしてまで、積極的にあてのない旅に出るようになった。
彼が生前に残した言葉は、奈緒子や巧に強い印象を残した。また、巧に語った言葉は後に奈緒子の父を経て、奈緒子に伝わってゆく。
本山 絵里（もとやま えり）
奈緒子の妹で、奈緒子とは3つ年下。家出した父の様子を見にやってきた。
奈緒子の父
演 - 小市慢太郎
3年前佐賀に転勤していたが、突如、奈緒子のもとへ家出して来た。以後、かつての自宅で鬱々と過ごすも、巧と飲んでからあることをきっかけに活動を始める。巧との会話から読売ジャイアンツのファンらしい。
かつては、地域との関係は希薄であったが、現在は性格の良さから地域住民から頼られ、娘・奈緒子との溝も次第に埋まってゆく。
奈緒子の母

山崎（やまざき）
巧の1つ年上の先輩で、巧と同じくサッカーをしていたが、現在はボクシングをやっている。
作中での呼び名は「山崎先輩」。巧の姉・瑞穂に想いを抱いている。
川嶋 瑞穂（かわしま みずほ）
巧の姉。見た目は美人だが、巧曰く、口は悪くガサツな性格。
山崎の憧れであるが、山崎は瑞穂の嫌いな「マッチョで胸毛が多い」に該当している。
春日 貴子（かすが たかこ）
奈緒子の友人。加地を亡くしてからの奈緒子を心配する。
伊沢（いわさわ）

藤木（ふじき）

カレン君
瑞穂が以前憧れていた全国クラスのサッカー強豪校の選手のこと。プロ内定を受ける実力を持つFW。
県大会2次予選で、巧や山崎らとベスト8を掛けて対戦したことがある。
名前やポジションから、実在のサッカー選手、カレン・ロバートと思われる。

## 映画
同名タイトルで、2015年11月21日公開。監督は柴山健次、主演は波瑠。2014年12月からクランクインし、武蔵野市と三鷹市でオールロケが敢行される。

### キャスト
- 本山奈緒子 - 波瑠
- 巧 - 入江甚儀
- 加地 - 葉山奨之
- 奈緒子の妹 - 黒島結菜
- 奈緒子の父 - 小市慢太郎
- 五十嵐弓枝 - 石田えり
- 斉藤拓三 - 古舘寛治
- 川嶋瑞穂 - 西原亜希
- 春日貴子 - 岸井ゆきの
- 山崎圭吾 - 八木将康
- 奥村麻里 - 渡辺早織

### スタッフ
- 原作 - 橋本紡
- 監督 - 柴山健次
- 脚本 - 柴山健次
- 製作 - 前田和紀、松江勇武、川村英己
- プロデューサー - 佐治幸宏
- 企画 - 北原岳史、薄井三佳
- 音楽 - 加藤久貴
- 主題歌 - 塩ノ谷早耶香「流れ星」[3]
- 挿入歌 - 桐嶋ノドカ「柔らかな物体」[4]
- 配給 - アークエンタテインメント